# Église de Südstern

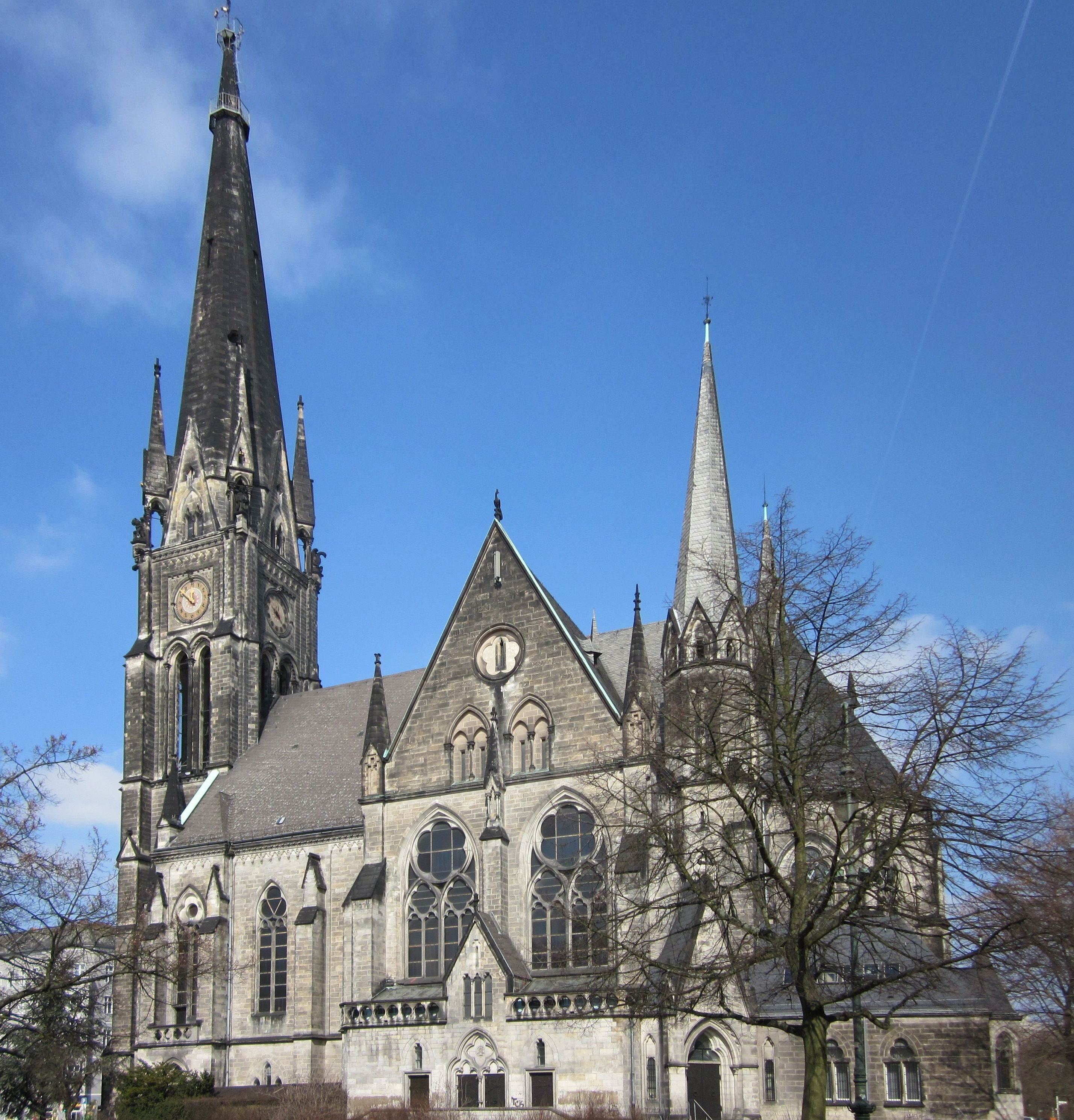
Église de Südstern

L’église de Südstern (Kirche Am Suedstern en allemand) est une église située dans le quartier de Berlin-Kreuzberg. De style néo-gothique, elle est l’œuvre de l'architecte Ernst August Rossteuscher et a été construite entre 1894 et 1897.
Son inauguration a eu lieu le 8 mai 1897 en présence de l'empereur allemand Guillaume II et de son épouse, l'impératrice Augusta-Victoria de Schleswig-Holstein, en même temps que l'église catholique Saint-Jean de Berlin.
Longue de 62 mètres et large de 38 mètres, sa flèche est haute de 90 mètres.
Elle fut une église de garnison jusqu'en 1918, puis devint une paroisse luthérienne. De 1970 à 1981, elle fut louée par l'Église évangélique à l'Église serbe orthodoxe. Elle est aujourd'hui l'église de la communauté protestante.